# (763) Cupido
(763) Cupido es un asteroide perteneciente al cinturón de asteroides descubierto el 25 de septiembre de 1913 por Franz Heinrich Kaiser desde el observatorio de Heidelberg-Königstuhl, Alemania.
Está nombrado por Cupido, dios romano de amor.

## Características orbitales
Cupido forma parte de la familia asteroidal de Flora.